# 2014年4月臺灣
| << | 2014年4月 （民國103年） | >> |    |    |    |    |
| \| 日 \| 一 \| 二 \| 三 \| 四 \| 五 \| 六 \| \| \| \| 1 \| 2 \| 3 \| 4 \| 5 \| \| 6 \| 7 \| 8 \| 9 \| 10 \| 11 \| 12 \| \| 13 \| 14 \| 15 \| 16 \| 17 \| 18 \| 19 \| \| 20 \| 21 \| 22 \| 23 \| 24 \| 25 \| 26 \| \| 27 \| 28 \| 29 \| 30 \| \| \| \| \| \| \| \| \| \| \| \| |                         |    |    |    |    |    |
| 臺灣新聞動態／維基新聞 |                         |    |    |    |    |    |
| 世界／中国大陆／臺灣 |                         |    |    |    |    |    |
| 日 | 一                      | 二 | 三 | 四 | 五 | 六 |
| |                         | 1  | 2  | 3  | 4  | 5  |
| 6 | 7                       | 8  | 9  | 10 | 11 | 12 |
| 13 | 14                      | 15 | 16 | 17 | 18 | 19 |
| 20 | 21                      | 22 | 23 | 24 | 25 | 26 |
| 27 | 28                      | 29 | 30 |    |    |    |
| |                         |    |    |    |    |    |

## 4月1日
- 竹聯幫精神領袖、中華統一促進黨總裁「白狼」張安樂，嗆聲要率眾衝進立法院。但大批警方出動預防黑道滋事，張安樂於下午兩點現身監察院前，呼籲警方「以法制暴」。nownews（页面存档备份，存于）

## 4月10日
- 太陽花學運退場，學生將議事槌奉還給代表人民的立法院，並在議事槌旁留下《官場現形記》以及署名「全國人民」的32字箴言給立法院長王金平。32字箴言全文：「政令宣導，罔顧民意。既不民主，又無法治。先有條例，再來審議。給我民主，其餘免談。」蘋果日報[永久]

## 4月11日
- 因警方違背承諾驅離停留於立法院中山南路側廣場之群眾及做出未獲集會遊行法授權之行政處分，臺北市政府警察局中正第一分局遭到群眾包圍，分局長方仰寧因此口頭請辭。蘋果日報（页面存档备份，存于） 蘋果日報（页面存档备份，存于） 蘋果日報（页面存档备份，存于）

## 4月14日
- 2014年民主進步黨主席選舉，蘇貞昌與謝長廷宣布退選。自由時報（页面存档备份，存于）

## 4月15日
- 《民報》創刊，由「民報文化事業股份有限公司」發行，醫師陳永興擔任民報文化董事長。民報（页面存档备份，存于）

## 4月17日
- 台灣團結聯盟立法委員賴振昌在立法院教育及文化委員會高中課綱公聽會宣稱，慰安婦是否全部都是被迫的，學界還有爭議，「教育部有什麼證據說慰安婦百分之百都是被迫的？」中央社（页面存档备份，存于）

## 4月18日
- 民主進步黨台北市議員周威佑於本月11日在facebook以髒話辱罵國立交通大學校長吳妍華「妳愛做權力的妓女，乾脆去給××」，這段發言被轉貼上網。吳妍華要求周威佑公開道歉，否則控告周威佑公然侮辱罪；周威佑回應：「沒什麼要說。若吳妍華認為受辱，歡迎她來提告。」同月19日，周威佑三度以90度鞠躬方式公開道歉，並向民主進步黨中央黨部自請黨紀處分。蘋果日報（页面存档备份，存于） 蘋果日報（页面存档备份，存于）

## 4月19日
- 中國國民黨台北市長提名選舉，連勝文勝選。蘋果日報（页面存档备份，存于）

## 4月22日
- 前民進黨主席林義雄為展現要求政府停建核四的決心，即日起於義光教會（林宅血案發生地）展開無限期禁食。自由時報（页面存档备份，存于）
- 在立法院青島東路側聲援林義雄無限期禁食行動的群眾晚間與警方發生衝突，蔡丁貴等9人因試圖翻越及移除拒馬而遭逮捕。自由時報（页面存档备份，存于）
- 北宜直線鐵路路廊確定採用「南港－雙溪新－大溪－龜山－烏石港－頭城」方案，並將以此為基礎繼續後續之規劃。鐵改局（页面存档备份，存于）

## 4月25日
- 陸軍航空特戰指揮部601旅龍城部隊、編號808的阿帕契直升機進行飛行訓練時墜毀在桃園縣龍潭鄉中正路一處民宅頂樓。蘋果日報（页面存档备份，存于）
- 位於高雄市楠梓區的第五輕油裂解廠因跳機而發生火警。自由時報
- 因阻擋立法委員蔡正元座車之民眾遭逮捕，數百名民眾包圍中正第一分局。自由時報（页面存档备份，存于）

## 4月27日
- 超過五萬名反對核能發電之抗議群眾佔領臺北市忠孝西路。蘋果日報（页面存档备份，存于）

## 4月28日
- 警方於凌晨出動鎮暴水車驅離聚集於臺北市忠孝西路之抗議群眾，過程中因以暴力手段驅離進行採訪之記者而引起行政權干預新聞自由的爭議。蘋果日報（页面存档备份，存于）

## 4月29日
- 法務部長羅瑩雪批准死刑犯鄧國樑、劉炎國、杜明雄、杜明郎、戴文慶等5人之死刑執行令，晚間於臺北、臺中、臺南、花蓮等地執行槍決。蘋果日報（页面存档备份，存于）

## 4月30日
- 林義雄發表聲明停止禁食，指出掌權者於民意壓力下宣布核四停工，為反核運動的階段性成果，但他也對當局玩文字遊戲的行為表達不認同，同時期許民眾能在要求立法院修改公民投票法等方面繼續努力。蘋果日報（页面存档备份，存于）